# Christfried Burmeister
Christfried Burmeister (później Christfried Puurmeister; ur. 26 maja 1898 w Tallinnie, zm. 12 lipca 1965 w Bradford) – estoński łyżwiarz szybki.
Christfried Burmeister uczestniczył na Zimowych Igrzyskach Olimpijskich 1928 w Sankt Moritz. Podczas tych igrzysk wziął udział w trzech dyscyplinach łyżwiarstwa szybkiego: biegu na 500 (15. miejsce), biegu na 1500 (19. miejsce) i biegu na 5000 (24. miejsce).
Wcześniej Burmeister miał być również wysłany na Zimowe Igrzyska Olimpijskie 1924 w Chamonix, jednak go później wycofano.